# ФК „Волендам“
„Волендам“ (на нидерландски: Football Club Volendam) е нидерландски футболен клуб от едноименното село Волендам в Източна Нидерландия.
Домакинските си мачове играе на стадион „Крас“ с капацитет за 7 384 зрители.

## История
Клубът е основан на 1 юни 1920 г. като „Виктория“. По това време отборът играе с фланелки на червени и черни райета и черни гащета. През 1923 г. отборът е преименуван на „Волендам“ и променя цвета на оранжев. Поради факта, че клубът се намира в католическото село Волендам, отборът скоро се присъединява към Католическата футболна асоциация на Холандия.
През 1935 и 1938 г. „Волендам“ печели шампионата на Католическата футболна асоциация на Холандия. По време на Втората световна война клубът е принуден да се присъедини към Кралската холандска футболна федерация. През 1955 г. „Волендам“ се присъединява към холандската Висша лига, която получава статут на професионална лига.
Отборът веднага си печели репутацията на клуб, който или напуска горната дивизия, или се завръща отново, и така е през цялата история на клуба. През годините клубът се слави с отличните си ученици, „Волендам“ е „отгледал“ играчи като Вим Йонк, Едвин Зутебиер, както и братята Арнолд Мюрен и Гери Мюрен.
Номер едно голмайстор на отбора е Дик Тол с 276 гола в 332 мача.

## Успехи

### Национални
- Ередивизи
  - 6-о място (2): 1989/90, 1992/93

- Еерстедивизи (2 ниво)
  -  Шампион (6): 1958/59, 1960/61, 1966/67, 1969/70, 1986/87, 2007/08

- Купа на Холандия
  -  Финалист (2): 1957/58, 1994/95